# Анден, Франсуа
Франсуа Эрбер Анден Элокан (фр. François Herbert Endene Elokan; род. 20 октября 1978, Яунде) — камерунский и мексиканский футболист, нападающий.

## Карьера
Профессиональную карьеру начал в мексиканском клубе «Эстудиантес Текос». Также выступал за «Хагуарес Колима» и «Ла-Пьедад», в общей сложности проведя в Мексике 6 лет и получив гражданство этой страны. Покинув Мексику летом 2002 года, перебрался в Марокко, подписав контракт с действующим чемпионом страны — командой «Раджа», представляющей Касабланку. Камерунец удачно дебютировал на международном уровне, забив за своей новый клуб пять мячей в Лиге чемпионов 2002, в том числе отметившись дублем в ответном полуфинальном матче с ивуарийским «АСЕК Мимозас». «Раджа» в том розыгрыше дошла до финала, где всё же уступила египетскому «Замалеку». На внутренней арене «Раджа» стала обладателем Кубка Марокко, в финальном матче обыграв «МАС». В следующем сезоне Анден и его команда стартовали в Кубке КАФ. В первом раунде они встречались с представляющим Буркина-Фасо «Этуаль Филант». Во второй игре, состоявшейся 26 апреля, Франсуа забил свой единственный мяч на турнире. В итоге, как и годом ранее, «Раджа» добралась до финала, где в двухматчевом противостоянии переиграла камерунский «Котон Спорт» и завоевала трофей. В том же году клуб выиграл серебряные медали чемпионата.
В 2004 году камерунец перебрался в чемпионат Ливии, однако надолго там не задержался, и в том же году уехал в Китай, подписав контракт с «Чэнду Блэйдс». В китайской Первой лиге Франсуа провел 14 встреч, в которых отметился 4 голами. 2005 год он начал уже будучи игроком польского «Подбескидзе». Во Второй лиге Анден дебютировал 20 марта в игре с «Куявяком» из Влоцлавека. 4 мая в матче 18-го тура он открыл счёт своим мячам в Польше, на 72-й минуте матча с «Лодзем» оформив разгром соперника. В июле 2006 года подписал контракт с клубом польской Экстраклассы «Погонем» их Щецина. Дебютный матч на высшем польском уровне Франсуа сыграл в первом туре чемпионата с плоцкой «Вислой», а уже 7 августа забил первый мяч, поразив на 51-й минуте ворота «Короны».
Летом 2006 года Анден перешёл в албанский клуб «Беса». В восьмом туре Суперлиги гол камерунца принёс его клубу победу над «Фламуртари». В турнирной таблице чемпионата «Беса» заняла шестое место, а в Кубке страны добралась до финала, в котором 16 мая 2006 года обыграла «Теуту» со счётом 3:2. На будущий сезон клуб принял старт в Кубке УЕФА. В первом квалификационном раунде «Беса» встречалась с сербской «Бежанией». В гостевом матче 19 июля Франсуа в добавленное время забил гол, добыв для команды результативную ничью, после чего уступил место на поле Эрвису Кая. Ответная встреча завершилась нулевой ничьей. Во втором раунде команда дважды со счётом 0:3 уступила болгарскому «Литексу». В национальном первенстве «Беса» заняла третье место.
В 2008 году Франсуа перешёл во вьетнамский «Тхеконг». Впервые отличиться в V-лиге удалось в третьем туре в игре с «Намдинем»: гол камерунца на 85-й минуте принёс команде минимальную победу. Всего в первом сезоне он смог забить 6 мячей, а его команда заняла восьмое место. В середине следующего чемпионата он перешёл в другой столичный клуб — «T&T». До конца первенства он сумел дважды отличиться за новую команду, заняв с ней четвёртое место в турнирной таблице. Чемпионат 2010 года команда начала успешно. В первом туре в столичном дерби был обыгран «Хоафат» (2:1). Победу принёс дубль Андена, открывшего счёт на 45-й минуте, а незадолго до конца матча вновь выведшего команду вперёд. Этот сезон стал для клуба чемпионским, однако вторую его половину Франсуа провёл уже в другой команде. В мае он покинул «T&T» и присоединился к «Хоафату». 15 мая он забил первый и единственный гол в чемпионате за «Хоафат», отличившись на 11-й минуте встречи с «Донгтам Лонганом». Перед началом чемпионата Вьетнама 2011 года Анден пополнил ряды команды «Навибанк Сайгон», сохранившей по итогам 2010 года место в V-лиге в стыковых матчах. В Кубке Вьетнама «Навибанк» добрался до финала, в котором со счётом 3:0 обыграл «Сонглам Нгеан». Франсуа отличился во всех стадиях Кубка, кроме финала. Сделав в полуфинальной встрече с «Ламсон Тханьхоа» дубль, он довёл количество голов в турнире до шести и стал его лучшим бомбардиром.

## Достижения
«Раджа»
- Финалист Лиги чемпионов КАФ: 2002
- Обладатель Кубка КАФ: 2003
- Серебряный призёр чемпионата Марокко: 2002/03
- Обладатель Кубка Марокко: 2002

«Беса»
- Бронзовый призёр чемпионата Албании: 2007/08
- Обладатель Кубка Албании: 2006/07

«Навибанк Сайгон»
- Обладатель Кубка Вьетнама: 2011